# Syncopacma wormiella
Syncopacma wormiella is een vlinder uit de familie tastermotten (Gelechiidae). De wetenschappelijke naam is voor het eerst geldig gepubliceerd in 1958 door Wolff.
De soort komt voor in Europa.